# Krakra Bluff
Das Krakra Bluff (englisch; bulgarisch рид Кракра) ist eine felsige und 140 m hohe Klippe am Nordwestufer der South Bay auf der Südseite der Livingston-Insel im Archipel der Südlichen Shetlandinseln. Sie ragt 2 km östlich des Ustra Peak und 5,2 km westlich des Ereby Point oberhalb des Memorable Beach auf.
Die bulgarische Kommission für Antarktische Geographische Namen benannte sie 2005 nach dem bulgarischen Bojaren und Kriegsherrn Krakra von Pernik, der im 10. und 11. Jahrhundert gewirkt hatte.